# Comtés du Commonwealth de Pennsylvanie
Le Commonwealth de Pennsylvanie, un des 50 États américains, est divisé en 67 
comtés (counties).

## Liste des comtés
- Adams - Siège : Gettysburg.
- Allegheny - Siège : Pittsburgh.
- Armstrong - Siège : Kittanning.
- Beaver - Siège : Beaver.
- Bedford - Siège : Bedford.
- Berks - Siège : Reading.
- Blair - Siège : Hollidaysburg.
- Bradford - Siège : Towanda.
- Bucks - Siège : Doylestown.
- Butler - Siège : Butler.
- Cambria - Siège : Ebensburg.
- Cameron - Siège : Emporium.
- Carbon - Siège : Jim Thorpe.
- Centre - Siège : Bellefonte.
- Chester - Siège : West Chester.
- Clarion - Siège : Clarion.
- Clearfield - Siège : Clearfield.
- Clinton - Siège : Lock Haven.
- Columbia - Siège : Bloomsburg.
- Crawford - Siège : Meadville.
- Cumberland - Siège : Carlisle.
- Dauphin - Siège : Harrisburg.
- Delaware - Siège : Media.
- Elk - Siège : Ridgway.
- Erie - Siège : Érié.
- Fayette - Siège : Uniontown.
- Forest - Siège : Tionesta.
- Franklin - Siège : Chambersburg.
- Fulton - Siège : McConnellsburg
- Greene - Siège : Waynesburg
- Huntingdon - Siège : Huntingdon.
- Indiana - Siège : Indiana.
- Jefferson - Siège : Brookville.
- Juniata - Siège : Mifflintown.
- Lackawanna - Siège : Scranton.
- Lancaster - Siège : Lancaster.
- Lawrence - Siège : New Castle.
- Lebanon - Siège : Lebanon.
- Lehigh - Siège : Allentown.
- Luzerne - Siège : Wilkes-Barre.
- Lycoming - Siège : Williamsport.
- McKean - Siège : Smethport.
- Mercer - Siège : Mercer.
- Mifflin - Siège : Lewistown.
- Monroe - Siège : Stroudsburg.
- Montgomery - Siège : Norristown.
- Montour - Siège : Danville.
- Northampton - Siège : Easton.
- Northumberland - Siège : Sunbury.
- Perry - Siège : New Bloomfield.
- Philadelphie - Siège : Philadelphie
- Cité et comté confondus depuis 1952
- Pike - Siège : Milford.
- Potter - Siège : Coudersport.
- Schuylkill - Siège : Pottsville.
- Snyder - Siège : Middleburg.
- Somerset - Siège : Somerset.
- Sullivan - Siège : Laporte.
- Susquehanna - Siège : Montrose.
- Tioga - Siège : Wellsboro.
- Union - Siège : Lewisburg.
- Venango - Siège : Franklin.
- Warren - Siège : Warren.
- Washington - Siège : Washington.
- Wayne - Siège : Honesdale.
- Westmoreland - Siège : Greensburg.
- Wyoming - Siège : Tunkhannock.
- York - Siège : York.